# Comunità territoriale di Babanka
La Comunità territoriale di insediamento di Babanka (in ucraino Бабанська селищна громада?) è una hromada ucraina, situata nel distretto di Uman' e nell'oblast' di Čerkasy. Il suo centro amministrativo è l'insediamento rurale di Babanka.
L'area della comunità è di 275,1 km², e la popolazione è di 6 595 abitanti (dato del 2020).

## Suddivisioni
Oltre al capoluogo Babanka, nella comunità sono presenti i seguenti villaggi:
- Apoljanka
- Dubova
- Koržova
- Koržova Sloboda
- Koržovyj Kut
- Oksanyna
- Ostrivec'
- Rohova
- Svynarka
- Vil'šana-Slobinka
- Vil'šanka